# شیلا گیش
 شیلا گیش (انگلیسی: Sheila Gish؛ ۲۳ آوریل ۱۹۴۲ – ۹ مارس ۲۰۰۵) یک هنرپیشه بود. وی بین سال‌های ۱۹۶۸ تا ۲۰۰۵ میلادی فعالیت می‌کرد.